# Berjosowy (Chabarowsk)
Berjosowy (russisch Берёзовый) ist eine Siedlung (possjolok) in der Region Chabarowsk (Russland) mit 4442 Einwohnern (Stand 1. Oktober 2021).

## Geographie
Der Ort liegt gut 350 km Luftlinie nördlich des Regionsverwaltungszentrums Chabarowsk am linken Uder des Amur-Nebenflusses Amgun, am Fuß der dort gut 1600 m hohen nordöstlichen Ausläufer des Dusse-Alin-Gebirges, Teil des Burejagebirges.
Berjosowy gehört zum Rajon Solnetschny und ist von dessen Verwaltungssitz Solnetschny etwa 125 km in nordwestlicher Richtung entfernt. Es ist Sitz der Landgemeinde Berjosowskoje selskoje posselenije, zu der neben dem Dorf Berjosowy noch das Dorf Tawlinka gehört.

## Geschichte
Der Ort wurde 1962 als Waldarbeitersiedlung des Forstbetriebes (Lespromchos) Gorin (90 km südöstlich), später Amgun (50 km südwestlich), gegründet. Mitte der 1970er-Jahre wurde die Baikal-Amur-Magistrale (BAM) am Ort vorbeigeführt, dort der große Forstbetrieb Sredneamgunski lespromchos errichtet und Berjosowy zur regulären ländlichen Siedlung. Der Name ist von russisch berjosa für Birke abgeleitet.

### Bevölkerungsentwicklung
| Jahr | Einwohner |
| ---- | --------- |
| 1979 | 5528      |
| 2002 | 5803      |
| 2010 | 5498      |
| 2021 | 4442      |

Anmerkung: Volkszählungsdaten

## Verkehr
In Berjosowy befindet sich die nach dem sowjetischen Politiker Pawel Postyschew (1887–1939) benannte Station Postyschewo bei Streckenkilometer 3615 (ab Taischet) der Baikal-Amur-Magistrale, die unterhalb der Siedlung den Amgun überquert. Der Bahnstrecke folgt eine Straße in die gut 150 km in südöstlicher Richtung entfernte Großstadt Komsomolsk am Amur sowie in entgegengesetzter Richtung den Amgun aufwärts. In nördlicher Richtung verläuft eine unbefestigte Straße in das benachbarte Rajonzentrum Selo imeni Poliny Ossipenko und weiter als Winterpiste nach Tugur und Tschumikan an der Küste des Ochotskischen Meeres.